# ريتشارد جاستن
ريتشارد جاستن لادو Richard Jastin Lado (بالإنجليزية: Richard Justin)‏، من مواليد 5 أكتوبر 1979 في الخرطوم في السودان، لاعب كرة قدم جنوبي سوداني.
بدأ مسيرته الكروية مع نادي الهلال السوداني في موسم 2002/2003، وفي موسم 2003/2004 انتقل إلى نادي الإسماعيلي المصري، ومنذ عام 2011 وهو قائد منتخب جنوب السودان لكرة القدم.

## روابط خارجية
- ريتشارد جاستن على موقع قاعدة بيانات كرة القدم.إي يو (الإنجليزية)
- ريتشارد جاستن على موقع ناشيونال فوتبول تيمز (الإنجليزية)
- ريتشارد جاستن على موقع Soccerway.com (الإنجليزية)
- ريتشارد جاستن على موقع كووورة